# 五族共和

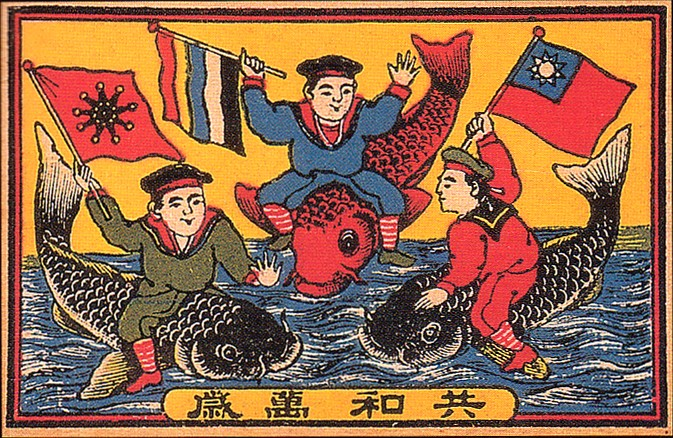
「共和万歳」と書かれたイラスト。中央の人物は五色の中華民国国旗を掲げている

1912年から1928年までの中華民国の国旗（五色旗）。五族を象徴する五色からなる

五族共和（ごぞくきょうわ）は、中華民国北京政府が掲げていた漢族、満洲族、蒙古族、ウイグル族、チベット族の五民族の協調を謳ったスローガン。中華民国北京政府を象徴する民族統一を目指すためのスローガンとして、北京政府の国旗・五色旗と関連付けて考えられた。ただし五色のどの色がどの民族にあたるかは公式に定められたことはない。
五族共和はもともと革命派のスローガンではなく、立憲派が革命派の排満論に対抗して提唱した五族不可分論を起源としている。  辛亥革命勃発後、各省代表が中華民国の成立について話し合った際には、中華民国のスローガンとして採用された。
五族共和は、1912年元旦に中華民国臨時政府が成立した際に孫文が南京で行った中華民国臨時大総統就任演説でも掲げられていた。この臨時大統領就任宣言において、「漢満蒙回蔵の諸地を合して一国と為し、漢満蒙回蔵の諸族を合して一人のごとくする。これを民族の統一という」と孫文は述べている。しかし、孫文自身は臨時大総統就任時と北方で演説した際にしか五族共和には言及しておらず、北京政府と対決後は五族共和は誤りであったと主張し、もっぱら大中華主義による同化主義を進めていくようになる。
なお孫文はそもそも五色旗を嫌い、国旗制定論争時には中国同盟会の青天白日旗を採用するように主張したが、却下されている。
清朝の政体は五族のそれぞれが別の国家とも言える政体を維持し、清朝皇帝はその五つの政体に別個の資格で君主として君臨するという一種の同君連合であった。そのため、漢族社会に深く溶け込んでいた満洲族を除くモンゴル（蒙古族）、西域ムスリム社会（回）、チベットの実質三ヵ国は、漢族による中華民国政府の統治下に置かれることをよしとせず、清朝皇帝権の消滅をもって独立国家であると主張した。

## 五族
『漢書』巻90の王温舒の伝では五種の民族としての意味ではなく、多くの親族という意味で五族が使用されている。漢字が同じであっても、1915年（民国4年）刊行の『辞源』では、五族を「漢満蒙回蔵、為称五族」と説明しており、上記の意味で用いられていることが明確である。